# Phyllonycteris
A Phyllonycteris az emlősök (Mammalia) osztályának a denevérek (Chiroptera) rendjébe, ezen belül a kis denevérek (Microchiroptera) alrendjébe és a hártyásorrú denevérek (Phyllostomidae) családjába tartozó nem.

## Rendszerezés
A nembe az alábbi 2 alnem és 3 faj tartozik:
- Phyllonycteris
  - Puerto Ricó-i virágdenevér (Phyllonycteris major) – kihalt
  - kubai virágdenevér (Phyllonycteris poeyi) típusfaj
- Reithronycteris
  - jamaicai virágdenevér (Phyllonycteris aphylla)